# Villainy Inc.
Villainy Inc. è un'organizzazione di criminali nemica di Wonder Woman. Comparve originariamente nella Golden Age, e ricomparve nell'epoca moderna con una lista di nemici rinnovata.

## Storia della squadra
La Villainy Inc. debuttò in Wonder Woman vol. 1 n. 28, nell'ultima storia scritta dal creatore della serie William Moulton Marston. Le criminali, che furono individualmente condannate alla prigione della colonia penale Amazzone di Transformation Island e che poi ne evasero, si unirono in un gruppo per eliminare un avversario comune; guidati dalla schiavista saturniana Eviless, che riuscì a ingannare le Amazzoni facendo loro credere di aver perso la sua natura malvagia manipolando intanto il lucchetto della sua cintura magica, rubarono il Lazo di Wonder Woman. Falsificando la sua morte controllando il proprio battito cardiaco, si avvolse il Lazo intorno al braccio riuscendo a liberarsi. Cercò di liberare le prigioniere su Trasformation Island, ma la maggior parte di loro rifiutò a causa delle Cinture di Venere, anche se quelle che invece accettarono si unirono a lei.
Catturarono Ippolita utilizzando il lazo, quando Snowman, Poison e Hpnota la attirarono in una trappola facendole credere che ci fossero degli uomini sull'isola: quindi la catturarono, la legarono con il lazo e la portarono su una barca. Ma la Regina trascinò la barca sott'acqua e salvo Eviless, in quanto i saturniani non possono nuotare. Clea cercò di acquistare in modo anonimo un sottomarino da Steve Trevor per ritornare ad Atlantide (perché le servisse un sottomarino non si seppe), ma Trevor la riconobbe e cercò di catturarla. Il colonnello fu messo fuori gioco da Giganta, e insieme a Clea e compagne cercarono di catturare le Holliday Girls e Wonder Woman per costringere Trevor a dare loro un sottomarino. Le ragazze rapite furono legate e portate nel laboratorio del Professor Zoom e Giganta attaccò Wonder Woman nel momento in cui entrò per salvarle, ma l'eroina mise la sua avversaria al tappeto. Nonostante tutto, il piano riuscì e Wonder Woman fu costretta a rubare un sottomarino della marina degli Stati Uniti per loro, ma Giganta e Clea furono catturate prima che il mezzo potesse completamente immergersi. Tutte loro furono riportate infine su Trasformation Island da Wonder Woman e le Amazzoni.

## Post-Crisi
Dopo i retcon di Crisi sulle Terre infinite, la storia del gruppo ricominciò quando minacciarono Ippolita nella Golden Age, dove Cheetah, Zara, Dottor Poison e Hypnotic Woman (ex Hypnota) furono messe insieme da Regina Clea (non fu rivelato se Eviless e Blue Snowman fossero ancora membri, e Giganta fu rinnovata in una criminale che si aggiunse più avanti). Il monarca atlantideo della città di Venturia arruolò la sua gente per sconfiggere la città rivale di Aurania, ma furono ripetutamente bloccati da Ippolita (Wonder Woman: Our Worlds at War n. 1). Successivamente, la figlia di Ippolita, Diana, viaggiò indietro nel tempo e le scoprì in battaglia. Clea fu sconfitta da Diana (che si travestì da Miss America) e dalla sua stessa figlia, Ptra.
Recentemente, quando Atlantide scomparve dalla Terra, Clea cercò nuovamente di assemblare una nuova Villainy Inc. e conquistare una terra da governare. Con il nuovo gruppo decise di discendere su Skartaris in una dimensione alternativa, dove utilizzò Cyborgirl per prendere il controllo dell'intera dimensione. Il piano di Clea, tuttavia, fu comandato da Trinity. Infatti, si scoprì che Trinity era un virus progettato dai fondatori di Skartaris e quando fu reintrodotta nel sistema computerizzato del governo di Skartaris, l'intero sistema cominciò a regredire e "devolvere" fino alle sue origini. Wonder Woman riuscì a prevenire che il processo fosse permanente, anche se alcuni degli abitanti di Skartaris (Clea inclusa) si persero nella de-evoluzione (Wonder Woman vol. 2 dal n. 179 al n. 183).

## Membri

### Pre-Crisi
| Membro        | Prima comparsa                         | Descrizione |
| ------------- | -------------------------------------- | --- |
| Blue Snowman  | Sensation Comics n. 59 (novembre 1946) | Byrna Brilyant era l'insegnante di una piccola città e una scienziata che si mascherò da uomo chiamandosi "The Snowman" e utilizzò "neve blu," una sostanza speciale inventata da suo padre che tendeva a congelare qualunque cosa toccasse. Prese poi il nome di Blue Snowman quando si unì alla Villainy Inc. Nell'universo post-Crisi, Blue Snowman non fu mai membro della Villainy Inc. originale. |
| Cheetah       | Wonder Woman n. 6 (ottobre 1943)       | Priscilla Rich era una snob il cui terribile senso di inferiorità causò periodicamente che Cheetah, il suo alter ego, prendesse controllo della sua personalità. |
| Dottor Poison | Sensation Comics n. 2 (febbraio 1942)  | La Principessa Maru era la leader di un anello di spie naziste il cui obiettivo finale era quello di scatenare il caos nell'esercito degli Stati Uniti contaminando la riserva d'acqua dell'esericto con "reverso," una droga che "confonde i centri del cervello...[facendo] in modo che i soldati facciano l'esatto contrario di quanto gli si dice" |
| Eviless       | Wonder Woman n. 10 (autunno 1944)      | Una schiavista di Saturno. Mandata a Transformation Island per la riabilitazione dopo il suo incontro iniziale con Wonder Woman, formò più avanti la prima versione della Villainy Inc. in Wonder Woman n. 28, l'ultima storia Wonder Woman scritta dal suo creatore William Moulton Marston, ma non riapparve più in nessuna continuità, anche se potrebbe essere stata d'ispirazione per l'eroina della Silver Age Saturn Girl e per l'ambigua Saturn Queen. |
| Giganta       | Wonder Woman n. 9 (estate 1944)        | Una gorilla femmina che fu artificialmente evoluta in una super donna dal Professor Zool. Nell'universo post-Crisi, Giganta non fece mai parte della Villainy Inc originale. |
| Hypnota       | Wonder Woman n. 11 (inverno 1944)      | Una maga da palcoscenico che nasconde il suo sesso tramite abiti maschili e finta peluria facciale, Hypnota fu accidentalmente ferita alla testa da uno sparo durante le prove di uno dei suoi spettacoli. La chirurgia sperimentale le salvò la vita, ma rilasciò anche un "raggio blu elettrico di dominanza" verso il suo "mesencefalo," donandole l'abilità di ipnotizzare e controllare le menti altrui proiettando "un raggio ipnotico blue" dagli occhi e dalle mani. Utilizzando questo nuovo potere per il crimine, schiavizzò sua sorella, la debole Serva, e la utilizzò come pedina mentre vendeva schiavi sotto ipnosi alla schiavista di Saturno. Nell'universo post-Crisi, venne nota come Hypnotic Woman.                                                                                      |
| Regina Clea   | Wonder Woman n. 8 (marzo 1944)         | La crudele regnante della colonia Atlantidea di Venturia, un regno sottomarino situato da qualche parte sotto il centro dell'Oceano Atlantico finché fu deposta da Wonder Woman. |
| Zara          | Comics Cavalcade n. 5 (inverno 1943)   | L'autoproclamatasi Sacerdotessa della Fiamma Cremisi. Il suo vero passato è ignoto, tuttavia affermò di essere "una ragazza araba" (anche se parlava con accento francese), e indossava gli abiti tipici delle danzatrici del ventre. Secondo i suoi racconti, fu data in schiavitù da bambina, cosa che creò in lei un profondo odio verso la razza degli uomini. Utilizzando un'intuizione a proposito della pirotecnica, creò una nuova religione chiamata il Culto della Fiamma Cremisi. Zara mise in atto vari effetti pirotecnici per abbagliare i suoi seguaci e tenerli come schiavi presso di sé. Dopo la sua sconfitta per mano di Wonder Woman, il culto venne seppellito, anche se Zara fu in grado di spaventare uno dei suoi seguaci perché le rendesse omaggio quando entrò nella Villainy Inc. |

### Post-Crisi
| Membro        | Prima comparsa                                   | Descrizione |
| ------------- | ------------------------------------------------ | --- |
| Cyborgirl     | Wonder Woman n. 179 (maggio 2002)                | LeTonya Charles era la nipote della Dr.ssa Sarah Charles, che necessitava di un'operazione immediata dopo la reazione al "super-steroide" Tar. I suoi impianti cibernetici le donarono tutte le abilità di Cyborg, ma senza un briciolo del suo senso di responsabilità.                                                                  |
| Dottor Poison | Wonder Woman n. 151 (dicembre 1999)              | La nipote del Dottor Poison originale che continua l'astio di sua nonna contro Wonder Woman, sebbene disprezzi anche la sua stessa nonna. |
| Giganta       | Wonder Woman n. 126 (ottobre 1997)               | Doris Zuel era una scienziata la cui mente fu prima trasferita nel corpo di una scimmia, e poi nel corpo di una donna forzuta di un circo. Possiede l'abilità di accrescere la sua taglia, e al momento è una criminale dell'era moderna che non è mai esistita nella Golden Age.                                                         |
| Jinx          | Tales of the Teen Titans n. 56 (agosto 1985)     | Nicole Diaz era una strega elementale i cui poteri includevano l'abilità di comandare elementi come l'aria, la manipolazione dell'energia magica che può manifestarsi come forza offensiva nella forma di colpi energetici verdi, l'abilità di dissolvere la materia, e creare lievi terremoti.                                           |
| Regina Clea   | Wonder Woman: Our Worlds At War (settembre 2001) | La crudele regnante della colonia di Venturia, un regno sottomarino situato da qualche parte sotto il centro dell'Oceano Atlantico finché fu deposta da Wonder Woman. Nell'universo post-Crisi, è la leader della Villainy Inc. originale al posto di Eviless. Ed è la responsabile della creazione della seconda versione della squadra. |
| Trinity       | New Titans Annual n. 6 (1990)                    | Una donna con tre volti: Tempo, Guerra, e Caos, ognuno dei quali possiede un potere proprio. |